# 彭学沛
彭 学沛（ほう がくはい）は中華民国の政治家・政治学者・ジャーナリスト。字は浩徐。

## 事績
日本に留学し、東京帝国大学で学ぶ。卒業後はさらにベルギーにも留学した。帰国後は北京大学政治学教授のほか、南開大学、南京中央大学、中央政治学校、中山大学などで教職を歴任し、さらに上海『中央日報』主筆も務めた。
1932年（民国21年）1月、国民政府内政部政務次長として政界入りし、同年3月には部長馮玉祥の代理も務めた。7月、行政院政務処処長に転じる。中国国民党では汪兆銘・陳公博らの改組派と目された。1933年（民国22年）12月、全国経済委員会委員となり、1935年（民国24年）9月には同委員会合作事業委員会委員となる。同年11月、中国国民党第5期中央執行委員に選出された。
1936年（民国25年）4月、交通部常務次長となり、1937年（民国26年）8月には同部政務次長に転じた。1938年（民国27年）6月、国民参政会副秘書長に任ぜられる。汪兆銘の重慶脱出後、甘乃光同様に蔣介石により逮捕されたとの噂も流れたとされるが、実際にはそのようなことはなく、蔣の政権作りに協力していた。ただし1939年（民国28年）2月に彭学沛は参政会副秘書長から罷免され、以後しばらく要職に置かれず不遇にあったと見られる。1945年（民国34年）1月に、戦時生産局副局長兼優先処処長に起用された。同年5月、党第6期中央執行委員に再選されている。
戦後の1946年（民国35年）3月に彭学沛は中央政治委員に任ぜられ、同年5月、国民党中央党部宣伝部部長に起用された。11月には制憲国民大会代表に選出され、翌年4月には行政院政務委員に任ぜられている。
しかし1948年（民国37年）、広東へ向かう途中、乗っていた飛行機が墜落して死亡した。享年53。著書に『欧米・日本の政党』、『中外貨幣政策』がある。

## 注
1. ↑  劉国銘主編『中国国民党百年人物全書』2220頁と『最新支那要人伝』188頁による。徐友春主編『民国人物大辞典 増訂版』1927頁は京都帝国大学とする。
2. 1 2  『最新支那要人伝』189頁。